# Riedelella provizae
Riedelella provizae är en plattmaskart som beskrevs av Timoshkin OA 200. Riedelella provizae ingår i släktet Riedelella och familjen Rhynchokarlingiidae. Inga underarter finns listade i Catalogue of Life.